# Olaf Ingebretsen
Olaf Ingebrigtsen (Oslo, 24 de maig de 1892 – Bærum, Akershus, 20 de juliol de 1971) va ser un gimnasta noruec que va competir a començaments del segle xx.
El 1912 va prendre part en els Jocs Olímpics d'Estocolm, on va guanyar la medalla de bronze en el concurs per equips, sistema suec del programa de gimnàstica, com a membre de l'equip noruec.